# 11 phút
11 phút (tiếng Bồ Đào Nha: Onze Minutos) là cuốn tiểu thuyết của nhà văn người Brazil Paulo Coelho, xuất bản năm 2003. Nội dung tác phẩm kể lại những trải nghiệm của một cô gái điếm trẻ người Brazil và hành trình tự nhận thức bản thân của cô thông qua các trải nghiệm về tình dục. .

## Nội dung
Maria, một cô gái trẻ đến từ một ngôi làng xa xôi của Brazil, đau khổ vì trải nghiệm đầu tiên với tình yêu. Cô quyết định đi tìm vận may ở Thụy Sĩ. Maria làm việc một thời gian trong hộp đêm, nhưng nhanh chóng trở nên bất mãn. Sau một cuộc tranh cãi nảy lửa với người quản lý, cô rời bỏ công việc và nỗ lực trở thành một người mẫu - nhưng không đạt được thành công. Vì sắp hết tiền, cô chấp nhận khoản thù lao 1000 franc từ một người đàn ông Ả Rập để qua đêm với anh ta. Sau lần đó, cô quyết định trở thành gái mại dâm và đến làm việc tại một nhà thổ trên đường Rue de Berne, trung tâm khu phố đèn đỏ Geneva.
Tại đây, cô kết bạn với Nyah, người đã cho cô lời khuyên về "nghề mới" của mình. Nhờ học được những mánh khóe buôn bán từ Milan, chủ nhà chứa, cô học được cách làm việc mà không quan tâm đến tình yêu, chỉ để lộ cảm xúc thật qua những ghi chép trong nhật ký của mình. Maria nhanh chóng trở nên thành công và nổi tiếng, khiến các đồng nghiệp ganh tỵ với mình. Nhiều tháng trôi qua, Maria giờ đã trở thành một gái điếm được chăm chút chuyên nghiệp, người không chỉ giúp khách hàng thư giãn, mà còn giúp xoa dịu tâm hồn khách bằng cách trò chuyện về các vấn đề trong cuộc sống của họ. .
Cuộc sống của cô trải qua một bước ngoặt khi cô gặp Ralf, một họa sĩ trẻ người Thụy Sĩ, người đã nhìn thấy "ánh sáng bên trong" cô. Maria yêu anh ngay lập tức và bắt đầu hiểu ra thế nào là "tình yêu đích thực" (theo tác giả, đó là cảm giác yêu thương dành cho ai đó mà không thực sự muốn chiếm hữu họ). Maria bây giờ bị giằng xé giữa khao khát tình dục của cô và tình yêu thực sự dành cho Ralf. Cuối cùng, cô quyết định rằng đã đến lúc cô rời Geneva với ký ức về Ralf, vì hai người thuộc về hai thế giới khác nhau. Nhưng trước khi ra đi, cô quyết định thắp lại ngọn lửa tình dục đã chết trong Ralf và nhận ra từ anh về bản chất của Tình dục thiêng liêng (Sacred Sex), khi khao khát thể xác hòa quyện với tình yêu đích thực và ta sẵn sàng hiến dâng linh hồn của mình cho người thân yêu.l